# Inés Blas
Inés Imelda Blas (Belén, 21 de abril de 1959) es una política argentina del Partido Justicialista, que se desempeñó como senadora nacional por la provincia de Catamarca entre 2011 y 2021.

## Biografía
Nacida en Belén en 1959, se recibió de licenciada en Trabajo Social en la Universidad Nacional de Catamarca.
Desde 1979 fue empleada administrativa en el Ministerio de Trabajo y Seguridad Social de Catamarca. Entre 1987 y 1993 fue técnica en la Secretaría de Estado de Ciencia y Tecnología de la misma provincia, y de 1993 a 1996 fue técnica de campo en un plan de promoción para adultos mayores del Programa de Atención Médica Integral (PAMI). Entre 1996 y 2011 fue delegada del Ministerio de Trabajo, Empleo y Seguridad Social de la Nación en la provincia de Catamarca. También lo fue en la provincia de Tucumán entre 2008 y 2011.
En 1999 fue candidata a diputada nacional por el Partido Justicialista (PJ). En las elecciones legislativas de 2003, y nuevamente en 2009, fue candidata a senadora nacional suplente. En 2011 asumió como senadora nacional por Catamarca, para continuar los cuatro años restantes de mandato de Lucía Corpacci, quien había sido elegida gobernadora. Integró el bloque del PJ-Frente para la Victoria.
En las elecciones legislativas de 2015 fue elegida senadora nacional, con mandato de seis años hasta 2021. Ocupó el segundo lugar de la lista del Frente para la Victoria (encabezada por Dalmacio Mera Figueroa) que obtuvo más del 50 % de los votos. En 2017 votó a favor de la reforma previsional, y en 2018 votó en contra del proyecto de Ley de Interrupción Voluntaria del Embarazo.
A partir de 2017 integró el bloque Argentina Federal presidido por Miguel Ángel Pichetto y desde 2019 integra el bloque del Frente de Todos. Hacia 2020 preside la comisión de Asuntos Administrativos y Municipales, y es vocal en las comisiones de Relaciones Exteriores y Culto; de Defensa Nacional; de Trabajo y Previsión Social; de Minería, Energía y Combustibles; de Población y Desarrollo Humano; de Educación y Cultura; y Banca de la Mujer. En esta última comisión, había sido presidenta entre marzo y septiembre de 2018, siendo sucedida por Norma Durango.